# Горжетка

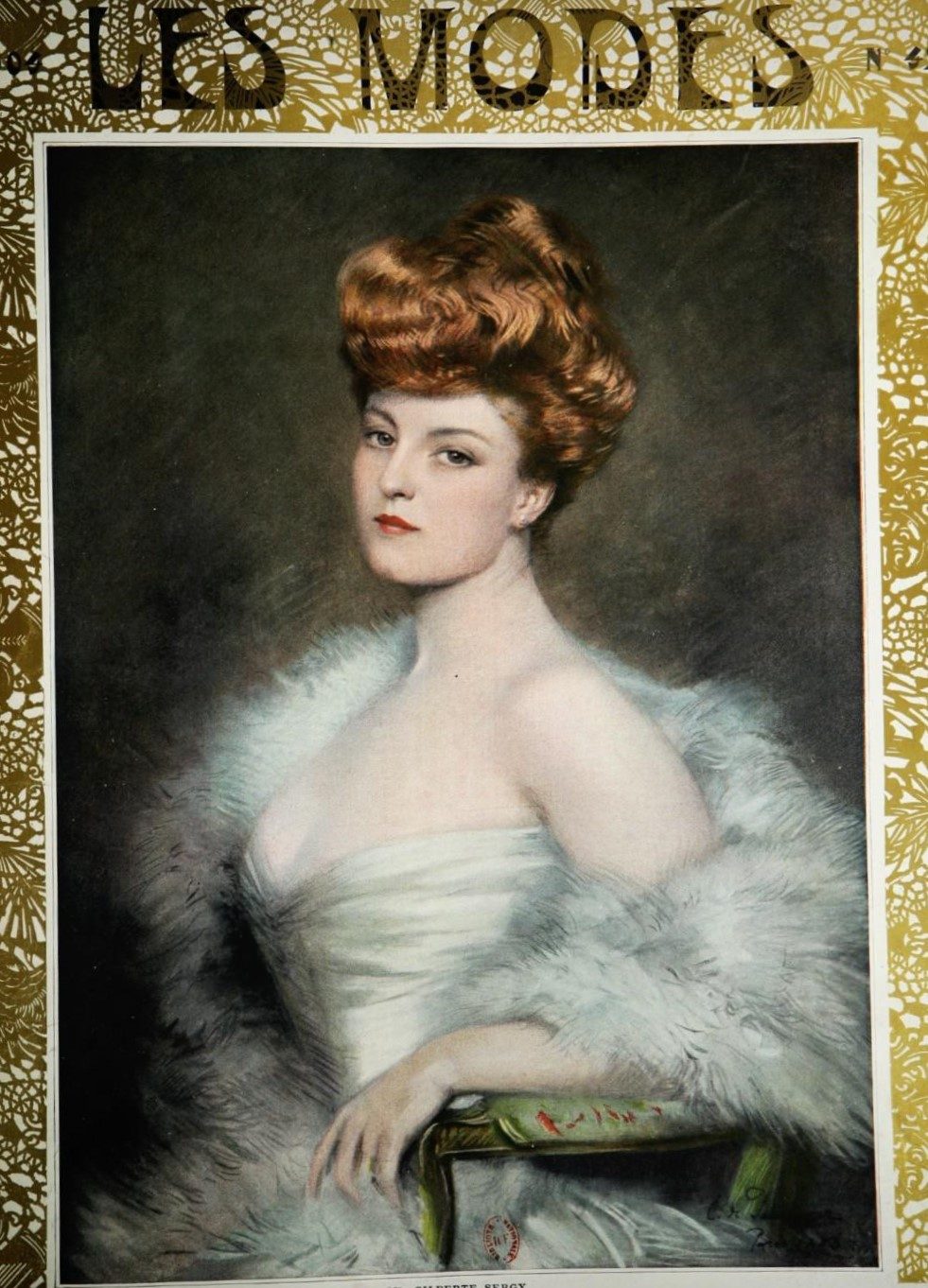
Клеменс фон Паузінгер. Портрет Жильберти Сержі, 1904

Горже́тка (фр. gorgette, зменшувальна форма від gorge — «горло», «комір») — смуга хутра (або шкурка хутрового звіра), яку носили жінки як комір до верхнього одягу і як прикрасу до святкового вбрання (наприклад, до суконь з декольте). Для горжеток використовувалися шкурки звичайної, сріблясто-чорної, платинової лисиці, лисиці-сиводушки, білого чи блакитного песця, куниці, норки, соболя.
У 1900-х роках горжетки робили переважно не з гладкошерстних, а пухнастих звірків. При виробленні шкурок для горжеток зберігали кігтики на лапках і навіть зуби, а очі вставляли з кольорового скла.
Наприкінці 1920-1950-х років горжетки вважалися дуже престижною річчю й ознакою достатку. Близько 1928 року увійшли в моду пальта без коміра, який замінювала знімна горжетка. У театрах, а також у кінотеатрах, респектабельні дами прогулювалися перед початком сеансу чи вистави з горжеткою на плечах чи в руці.